# Lori Alan
Lori Alan, född 18 juli 1966 i Potomac i Maryland, har bland annat agerat röstskådespelare åt The Boss i tv-spelet Metal Gear Solid 3: Snake Eater. Alan har också medverkat i den animerade tv-serien Family Guy.